# Militära grader i Kanadas försvarsmakt
Militära grader i Kanadas försvarsmakt visar den hierarkiska ordningen i Kanadas väpnade styrkor.

## Högste befälhavaren
Monarken representeras av Kanadas generalguvernör som i kungligt brev delegerats titeln som högste befälhavaren över Kanadas försvarsmakt.
| Generalguvernörens uniform | Generalguvernörens uniform | Generalguvernörens uniform |
| Flottan                    | Armén                      | Flygvapnet                 |
| -------------------------- | -------------------------- | -------------------------- |
|                            | THUMB                      |                            |

## Flaggmän och generalspersoner
| Flottan      | Flottan      | Armén              | Armén              | Armén              | Flygvapnet         | Flygvapnet         | Motsvarande grader i Sverige |
| ------------ | ------------ | ------------------ | ------------------ | ------------------ | ------------------ | ------------------ | ---------------------------- |
| Admiral      | Admiral      | General            | General            | General            | General            | General            |                              |
|              |              |                    |                    |                    |                    |                    | Amiral General               |
|              |              |                    |                    |                    |                    |                    |                              |
| Vice Admiral | Vice Admiral | Lieutenant General | Lieutenant General | Lieutenant General | Lieutenant General | Lieutenant General |                              |
|              |              |                    |                    |                    |                    |                    | Viceamiral Generallöjtnant   |
|              |              |                    |                    |                    |                    |                    |                              |
| Rear Admiral | Rear Admiral | Major General      | Major General      | Major General      | Major General      | Major General      |                              |
|              |              |                    |                    |                    |                    |                    | Konteramiral Generalmajor    |
|              |              |                    |                    |                    |                    |                    |                              |
| Commodore    | Commodore    | Brigadier General  | Brigadier General  | Brigadier General  | Brigadier General  | Brigadier General  |                              |
|              |              |                    |                    |                    |                    |                    | Flottiljamiral Brigadgeneral |

## Övriga officerare samt officersaspiranter
| Flottan               | Armén              | Flygvapnet         | Motsvarande grader i Sverige    |
| --------------------- | ------------------ | ------------------ | ------------------------------- |
| Captain               | Colonel            | Colonel            |                                 |
|                       |                    |                    | Kommendör Överste               |
|                       |                    |                    |                                 |
| Commander             | Lieutenant Colonel | Lieutenant Colonel |                                 |
|                       |                    |                    | Kommendörkapten Överstelöjtnant |
|                       |                    |                    |                                 |
| Lieutenant-Commander  | Major              | Major              |                                 |
|                       |                    |                    | Örlogskapten Major              |
|                       |                    |                    |                                 |
| Lieutenant            | Captain            | Captain            |                                 |
|                       |                    |                    | Kapten                          |
|                       |                    |                    |                                 |
| Sub-Lieutenant        | Lieutenant         | Lieutenant         |                                 |
|                       |                    |                    | Löjtnant                        |
|                       |                    |                    |                                 |
| Acting Sub-Lieutenant | Second Lieutenant  | Second Lieutenant  |                                 |
|                       |                    |                    | Fänrik                          |
|                       |                    |                    |                                 |
| Officer Cadet         | Officer Cadet      | Officer Cadet      |                                 |
|                       |                    |                    | Kadett                          |

## Underofficerare och manskap
| Flottan                                           | Armén                                             | Flygvapnet                                        | Motsvarande grader i Sverige                                     |
| Högre befattningar för högsta underofficersgraden | Högre befattningar för högsta underofficersgraden | Högre befattningar för högsta underofficersgraden |                                                                  |
| ------------------------------------------------- | ------------------------------------------------- | ------------------------------------------------- | ---------------------------------------------------------------- |
| Canadian Forces Chief Warrant Officer (CFCWO)     | Canadian Forces Chief Warrant Officer (CFCWO)     | Canadian Forces Chief Warrant Officer (CFCWO)     | Flottiljförvaltare Regementsförvaltare för Kanadas försvarsmakt. |
| Chief Petty Officer of the Navy                   | Command Chief Warrant Officer                     | Command Chief Warrant Officer                     | Flottiljförvaltare Regementsförvaltare för försvarsgren.         |
| Formation Chief Petty Officer                     | Formation Chief Warrant Officer                   | Formation Chief Warrant Officer                   | Flottiljförvaltare Regementsförvaltare för högre förband.        |
| Underofficerare                                   |                                                   |                                                   |                                                                  |
| Chief Petty Officer 1st Class (CPO 1)             | Chief Warrant Officer (CWO)                       | Chief Warrant Officer (CWO)                       | Flottiljförvaltare Regementsförvaltare                           |
| Chief Petty Officer 2nd Class (CPO 2)             | Master Warrant Officer (MWO)                      | Master Warrant Officer (MWO)                      | Förvaltare                                                       |
| Petty Officer 1st Class (PO 1)                    | Warrant Officer (WO                               | Warrant Officer (WO)                              | Fanjunkare                                                       |
| Petty Officer 2nd Class (PO 2)                    | Sergeant (Sgt)                                    | Sergeant (Sgt)                                    | Förste sergeant                                                  |
| Manskap                                           |                                                   |                                                   |                                                                  |
| Master Seaman (MS)                                | Master Corporal (MCpl)                            | Master Corporal (MCpl)                            | Sergeant                                                         |
| Leading Seaman (LS)                               | Corporal (Cpl)                                    | Corporal (Cpl)                                    | Korpral                                                          |
| Able Seaman (AB)                                  | Private (Pte)                                     | Aviator                                           | Vicekorpral                                                      |
| Ordinary Seaman (OS)                              | Private (Basic)                                   | Aviator (Basic)                                   | Sjöman 1kl Menig 1kl                                             |
| Seaman Recruit (SR)                               | Private (Recruit)                                 | Aviator (Recruit)                                 | Sjöman Menig                                                     |